# Vector director
Un vector director es un vector que da la dirección de una recta y también la orienta, es decir, le da un sentido determinado.
En el plano, en el espacio tridimensional o en cualquier espacio vectorial, una recta se puede definir con dos puntos o, de manera equivalente, con un punto y un vector director.
En efecto, a partir de dos puntos distintos A y B se obtiene un punto, digamos A, y un vector director u = AB. Recíprocamente, con un punto A de la recta y un vector director u se construye un segundo punto de la misma, definido por AB = u. Esta recta se escribe (AB) o (A, u).
En un plano provisto con un sistema de coordenadas cartesianas, un vector director de la recta D: y = ax + b es u(1, a), y una recta de ecuación cartesiana Δ: ax + by = c tiene como vectores directores u( -b, a) y -u(b, -a) entre otros. Si el sistema de coordenadas es ortonormal (ortogonal y normal, es decir unitario) entonces el vector v(a, b) es perpendicular a la recta. Esto permite hallar rápidamente una ecuación cartesiana de una recta (A, u), como lo muestra el siguiente ejemplo:
En el espacio, la ecuación ax + by + cz = d no es la de una recta, sino la de un plano. Las rectas se conciben como intersección de dos planos y por lo tanto se definen por un sistema de dos ecuaciones de planos, lo que no resulta práctico pues esta presentación no permite dibujar rápidamente la recta, al no dar punto ni vector director.
Sin embargo existe otra manera de definir las rectas del espacio: a partir de un punto y de un vector director.
En efecto, sea A(xa, ya, za) un punto del espacio, u(ux, uy, uz) un vector no nulo del mismo.

La recta que pasa por A y que admite u como vector director es el conjunto de los puntos M tal que AM = t·u, con t un real cualquiera.
Ésta es una definición paramétrica de la recta donde el parámetro es t. Si B es el punto que corresponde a t = 1, entonces AM = t·u define el punto M como baricentro de {(A, 1-t),  (B, t)}.
Escribiendo las coordenadas del punto M(x, y, z) obtenemos una ecuación paramétrica de la recta (A, u):
x = xa + t·ux

y = ya + t·uy

z = za + t·uz

Esta ecuación da de inmediato un punto de la recta (con los términos constantes), un vector director (con los términos variables).